# Долматовское сельское поселение (Смоленская область)
Долматовское сельское поселение — бывшее муниципальное образование в составе Тёмкинского района Смоленской области России.
Административный центр — деревня Горки.
Образовано законом от 1 декабря 2004 года. Упразднено законом от 28 июня 2017 года с включением всех входивших в его состав населённых пунктов в Батюшковское сельское поселение.

## Географические данные
- Общая площадь: 175,37 км²
- Расположение: северо-восточная часть Тёмкинского района
- Граничит:
  - на северо-востоке — с Московской областью
  - на юго-востоке — Калужской областью
  - на юге — с Васильевским сельским поселением
  - на западе — с Батюшковским сельским поселением
  - на севере — с Гагаринским районом
- Крупные реки: Воря, Полоть.

## Население
| 2007 | 2011 | 2012 | 2013 | 2014 | 2015 | 2016 |
| ---- | ---- | ---- | ---- | ---- | ---- | ---- |
| 422  | ↘415 | ↗423 | ↗424 | ↘421 | ↘404 | ↘401 |
| 2017 |      |      |      |      |      |      |
| ↘400 |      |      |      |      |      |      |

## Населённые пункты
В состав поселения входили следующие населённые пункты:
- Горки, деревня
- Басманово, деревня
- Вырье, деревня
- Долматово, деревня
- Жилино, деревня
- Курьяново, деревня
- Мызино, деревня
- Подсосонье, деревня
- Рязаново, деревня
- Химино, деревня
- Холм, деревня

## Экономика
Сельхозпредприятия, магазины, охотохозяйство.